# Далабиггд
Далабиггд  (исл. Dalabyggð) — община на западе Исландии в регионе Вестюрланд. В 2020 году в общине на 2427 км² проживало 639 человек.
Община Далабиггд была образована 11 июня 1994 года в результате слияния шести небольших сельских общин: Сюдюрдалахреппюр, Хёйкадальсхреппюр, Лахсаурдальсхреппюр, Хваммсхреппюр, Федльсстрандархреппюр и Скардсхреппюр. В 1998 году к Далабиггд присоединилась община Скоугарстрандархреппюр, а Сёйрбайярхреппюр в 2006 году. В настоящее время община Далабиггд охватывает всю Даласислу и часть Снайфедльснессислы от середины Аульфта-фьорда до середины Гильс-фьорда.
Название общины происходит от слова «долина» (dalur), так как большая часть её территории состоит из долин.
В общине только один населённый пункт — город Будардалюр (население 237 чел.). Основное занятие жителей общины — сельское хозяйство и обработка сельскохозяйственной продукции.
По территории общины проходят участки дорог регионального значения: Снайфедльснесвегюр 54, Хейдальсвегюр 55, Лахсаурдальсвегюр 59 и Вестфьярдарвегюр 60, а также дороги местного значения Hörðudalsvegur 580, Hálsbæjavegur 582, Hlíðarvedur 585, Haukadalsskarðsvegur 586, Hjarðarholtsvegur 587, Klofninsvegur 590, Steinadalsvegur 690.. Имеется небольшой аэропорт, который находится в 4 км к югу от города Будардалюр.

## Население
Источник: Mannfjöldi eftir kyni, aldri og sveitarfélögum 1998-2021 (исл.). hagstofa.is. Reykjavík: Hagstofa Íslands [Статистическая служба Исландии]. Дата обращения: 16 октября 2021.